# 小行星11519
小行星11519（11519 Adler）是一颗绕太阳运转的小行星，为主小行星带小行星。该小行星于1991年4月8日发现。

## 轨道参数
小行星11519的轨道半长轴为2.3936090 UA，离心率为0.156。
| 前一小行星： 小行星11518 | 小行星列表 | 後一小行星： 小行星11520 |